# Giovanni Battista Cima

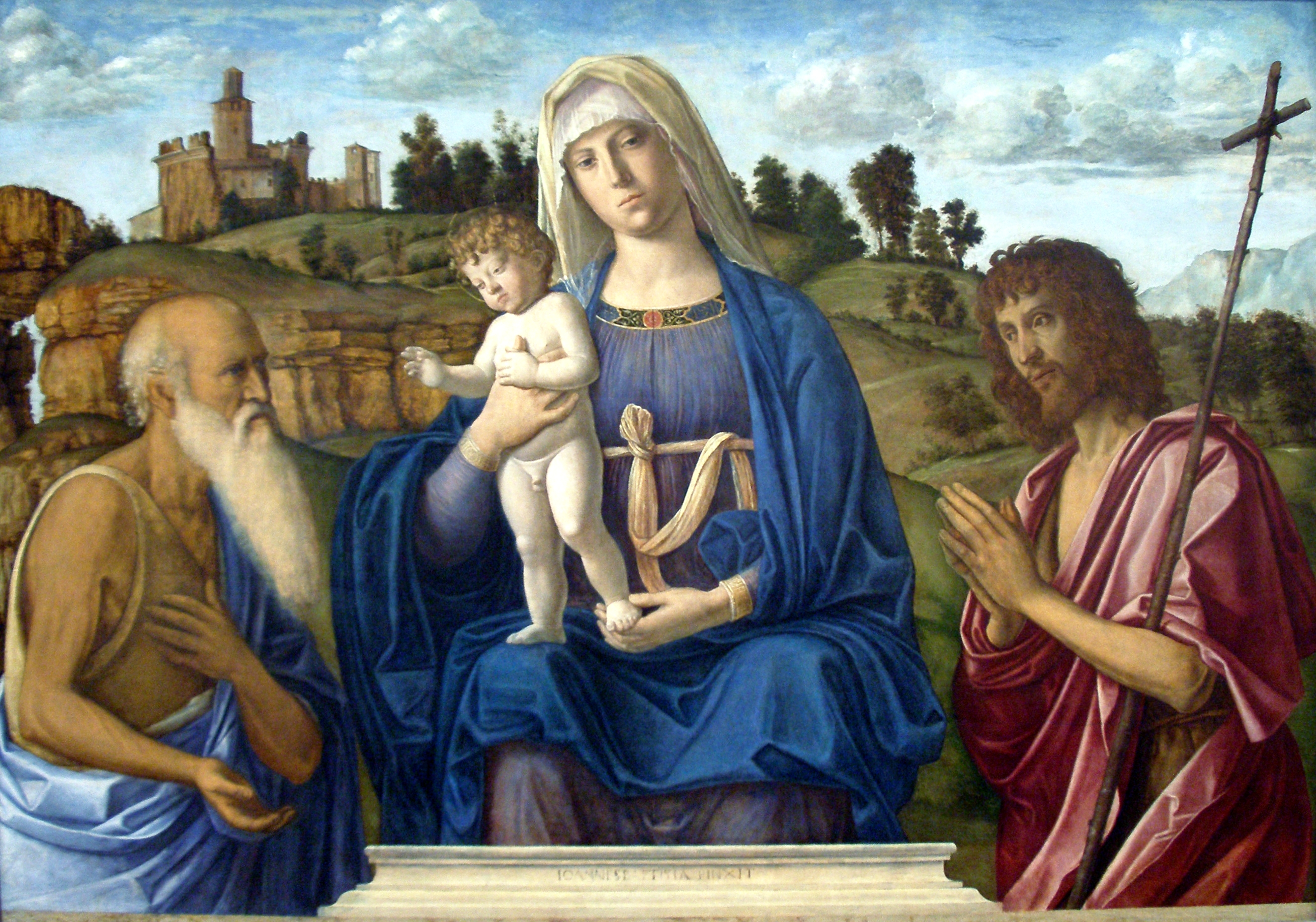
Cima: Madonna en kind met de heilige Hiëronymus en de heilige Johannes, circa 1500.

Giovanni Battista Cima, ook wel Cima da Conegliano genaamd (Conegliano, circa 1460 – aldaar, 5 februari 1517-1518), was een Italiaanse kunstschilder uit de renaissance. Hij wordt gerekend tot de Venetiaanse School.

## Leven en werk
Cima was de zoon van een linnenscheerder. Over zijn leven zijn maar een beperkt aantal gegevens bekend, merendeels afgeleid uit zijn werken. Hij werkte voornamelijk in Venetië, waar hij tussen 1489 en 1515 werken signeerde. Tussen 1500 en 1515 werkte hij echter ook voor opdrachtgevers uit Bologna en Parma.
Cima was een productief schilder. Zijn stijl lijkt beïnvloed door Bartolomeo Montagna, Giovanni Bellini en Antonello da Messina. Hij maakte vooral altaarstukken, polyptieken, religieuze en mythologische genrewerken, madonna's en portretten. Zijn werk is gekenmerkt door een verfijnde techniek, veel details (met name ook in de landschappen op de achtergrond van veel van zijn werken) en een intens kleurgebruik, met veel aandacht voor atmosfeer.
Veel van zijn werken zijn te zien in Venetië (onder andere in de Madonna dell'Orto en de Gallerie dell'Accademia), maar ook in tal van andere grote musea over heel de wereld, waaronder de Hermitage in Sint-Petersburg, het Louvre in Parijs en de National Gallery in Londen.

## Galerij

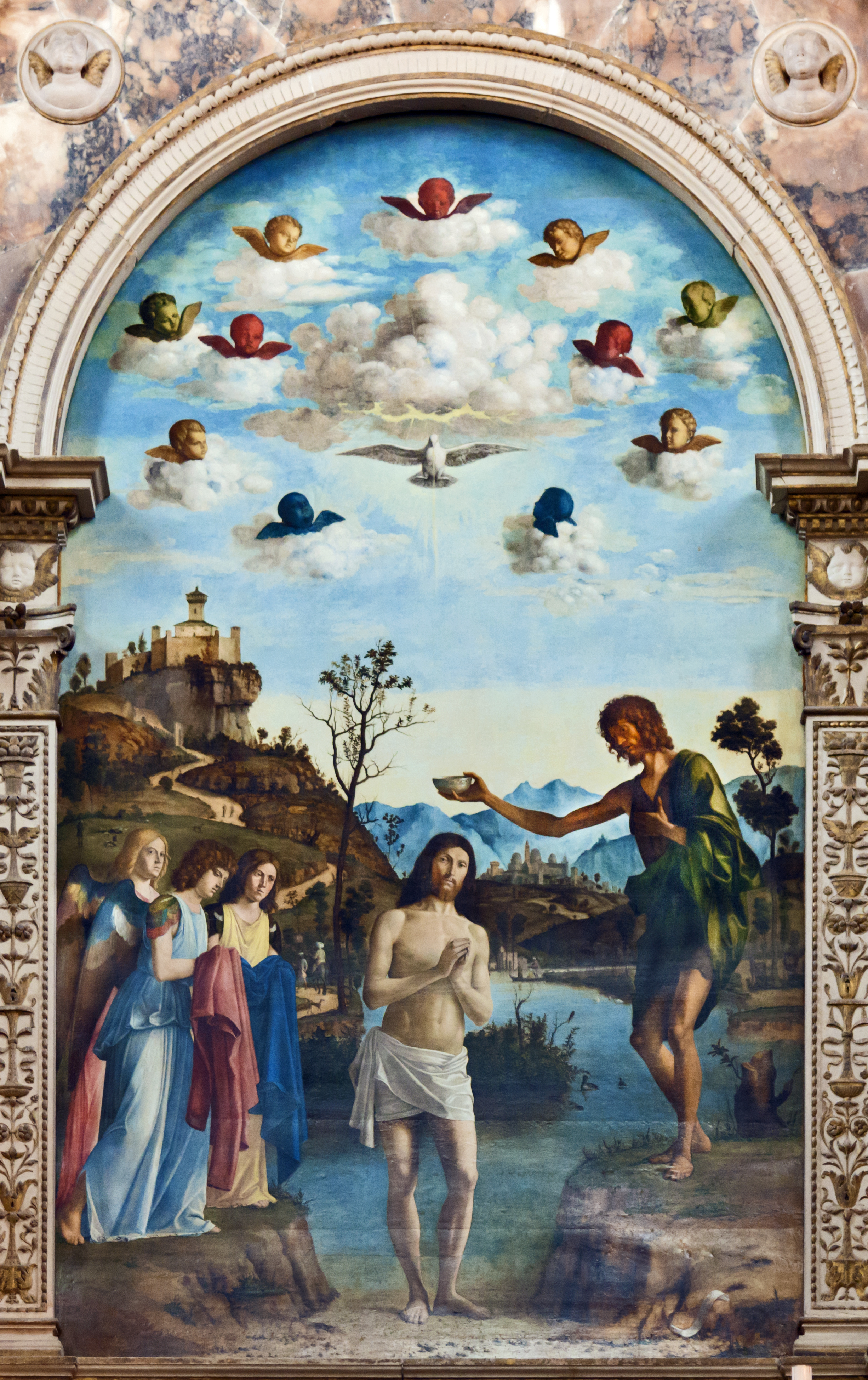
De doop van Christus, altaarstuk Bragora, Venetië
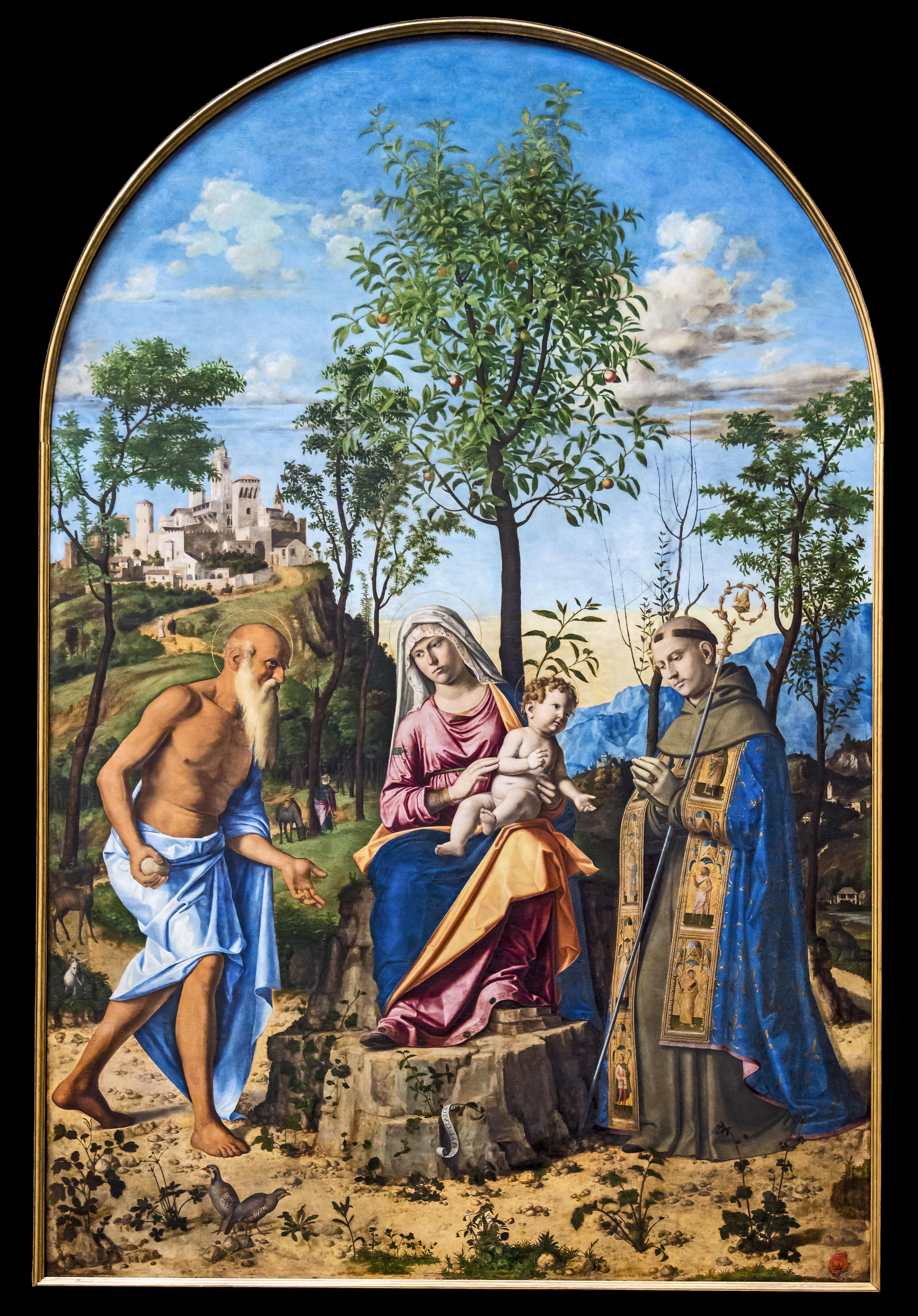
Madonna van de sinaasappelboom
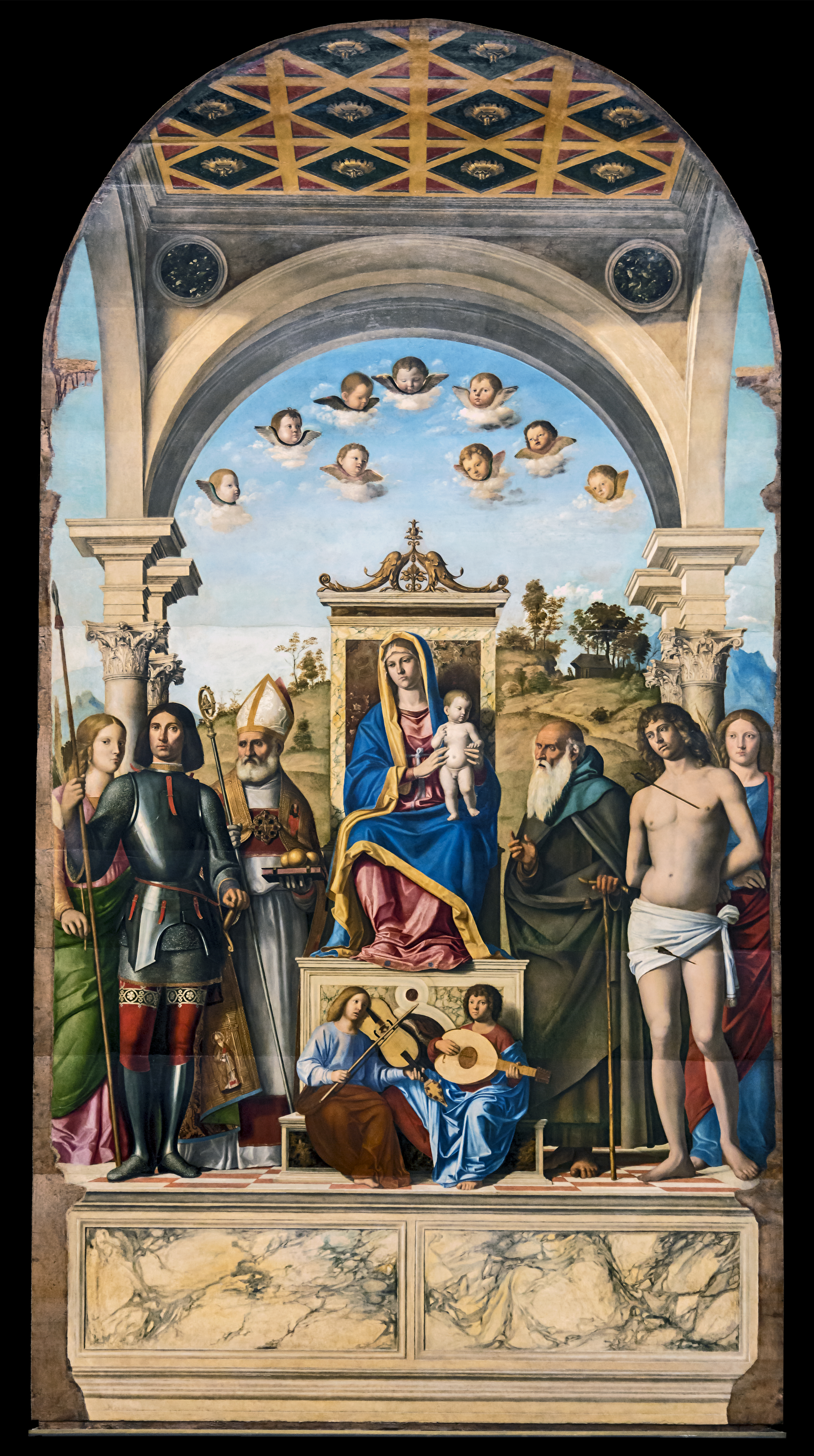
Dragan-altaarstuk
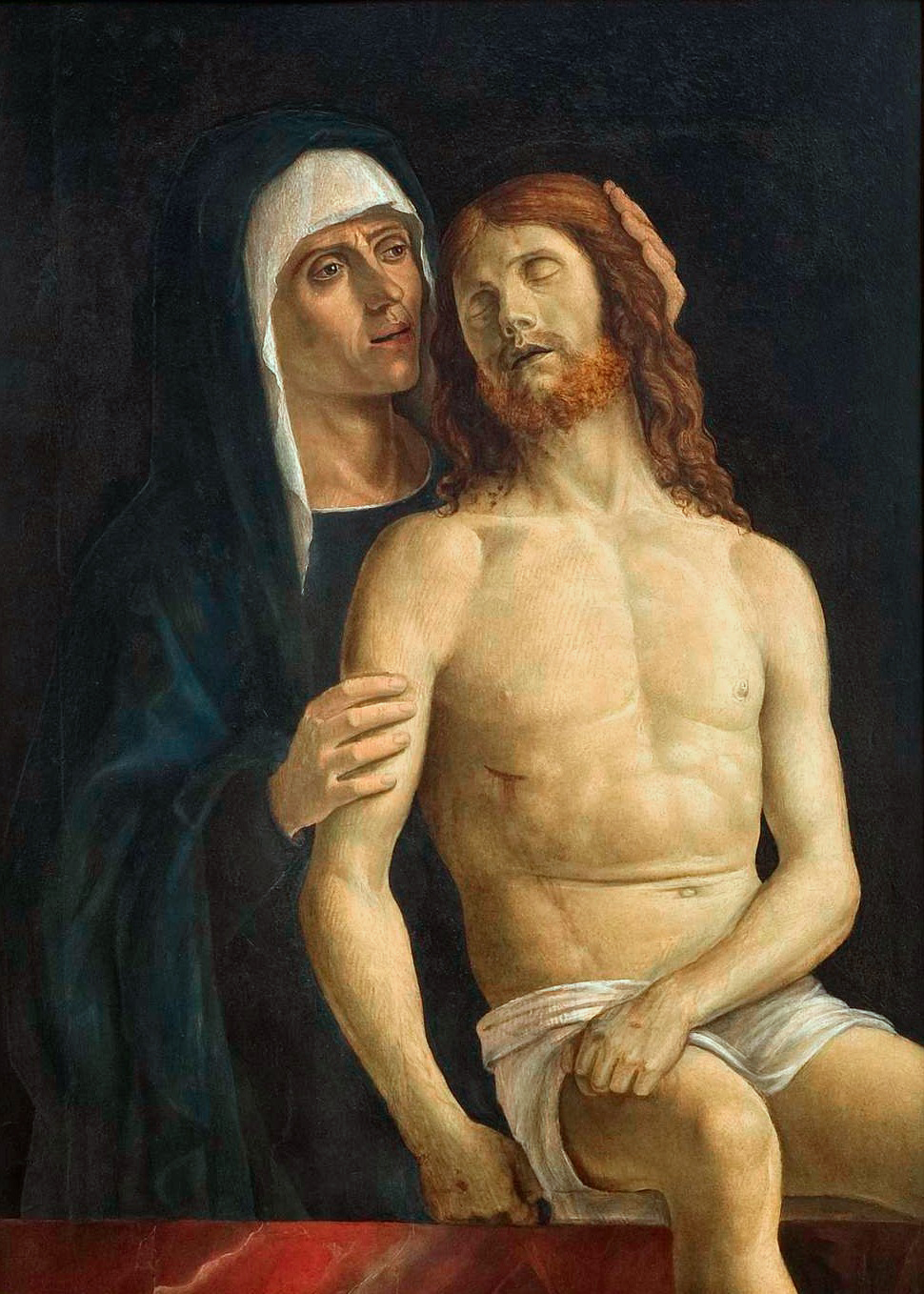
Imago pietatis
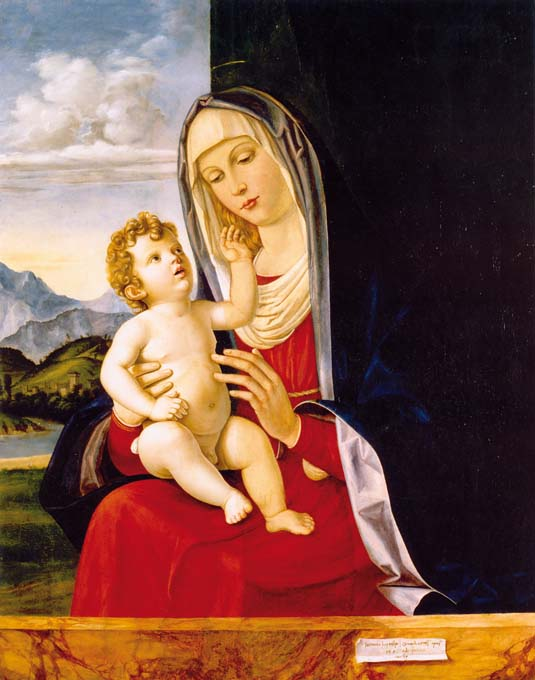
Madonna met kind
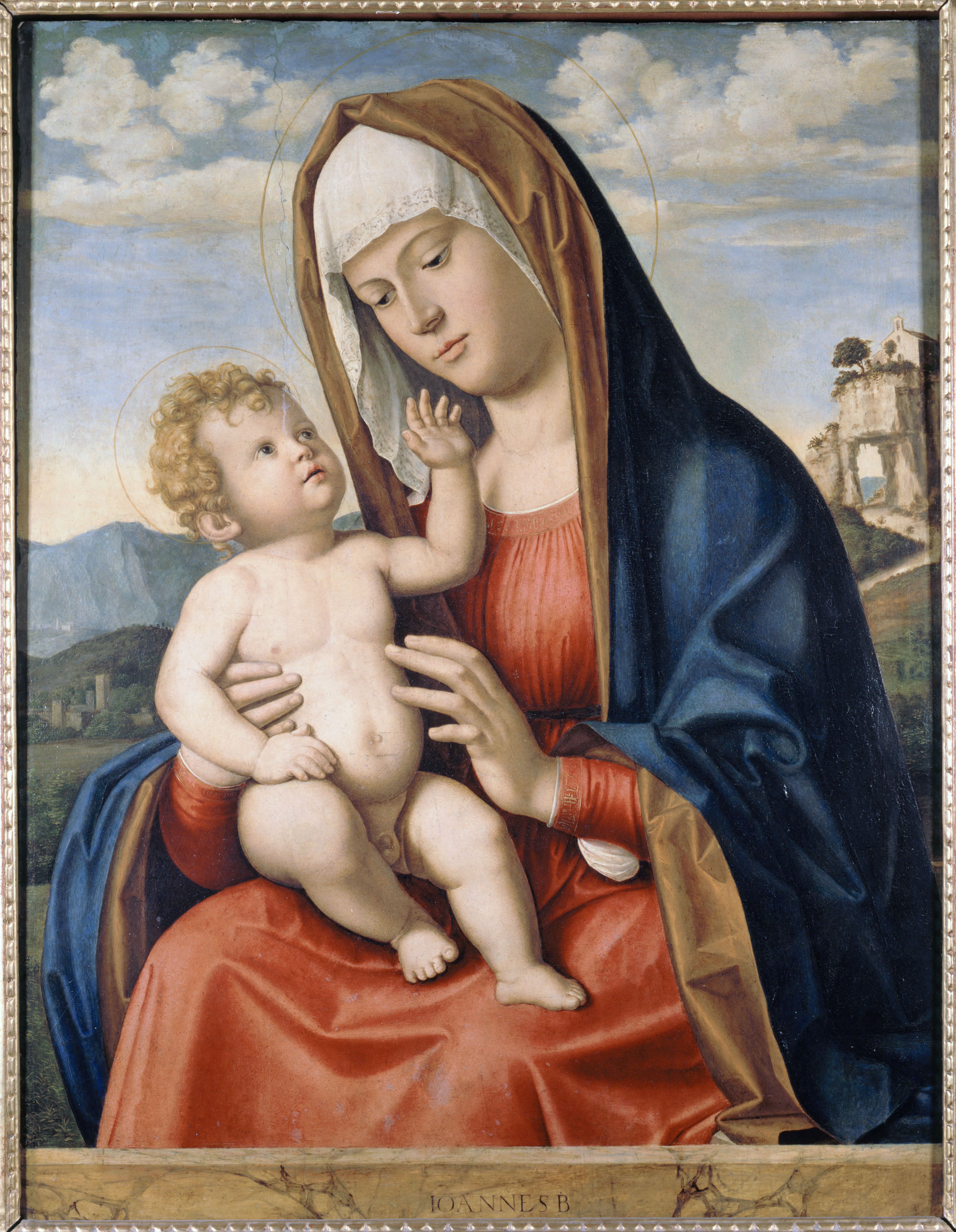
Madonna met kind
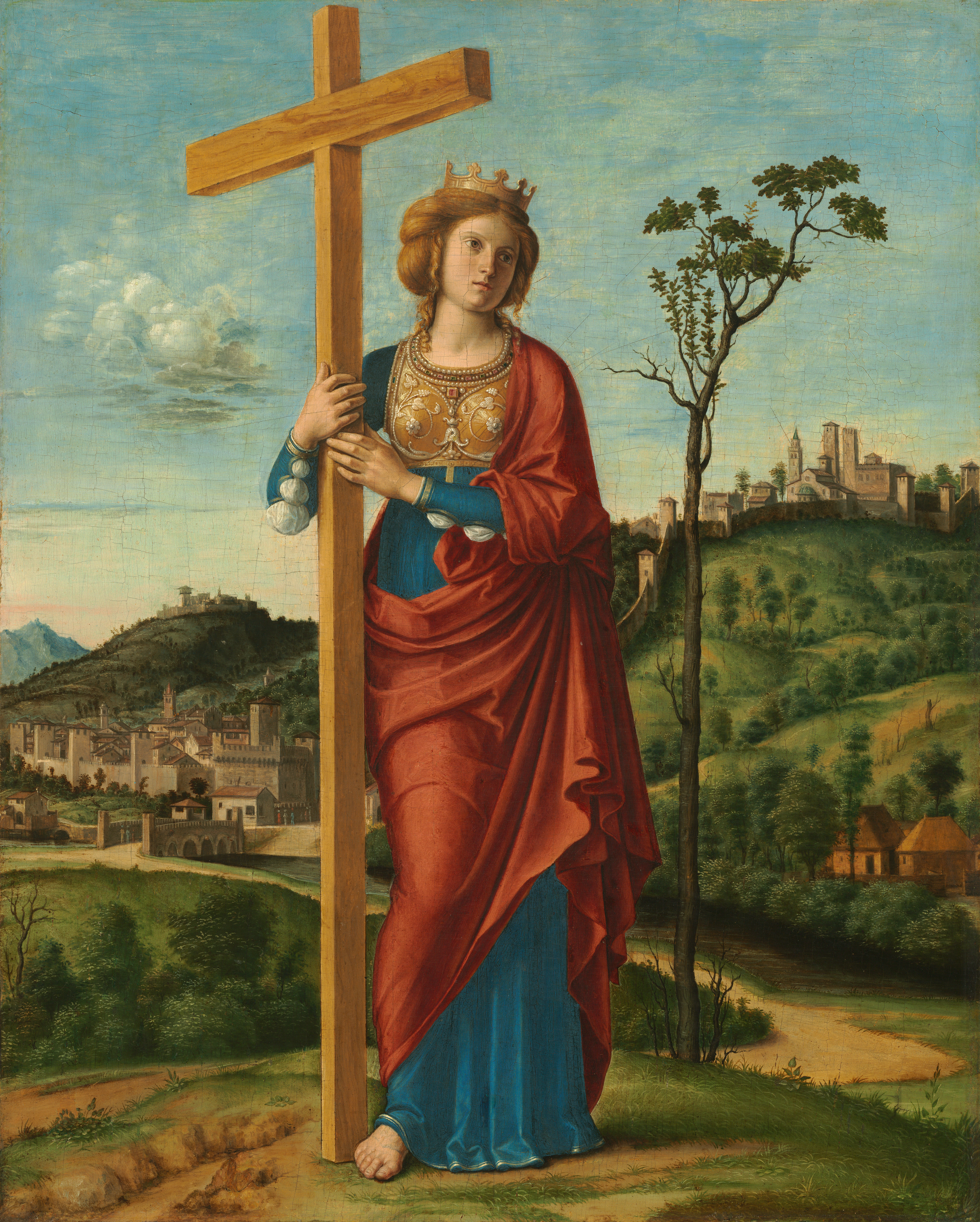
Helena van Constantinopel